# Лицо (музыка)
Лицо — так называются в знаменном нотописании небольшие, свойственные одному или нескольким гласам знаменного распева, мелодические обороты или периоды, для обозначения которых употреблялись особые условные, сокращённые знаки. В некоторых источниках лица называют «строки мудрые» или «кокизы».
Начертание лиц состоит из знамен обыкновенных в соединении с т. н. переменными. Для изучения лиц существовали особые сборники их, которые назывались сборниками кокиз, или кокизниками. Один из таких сборников напечатан Д. В. Разумовским во 2-м приложении к книге: «Церковное пение в России» (Москва, 1867—1869).